# Hasselsnok
Hasselsnok (Coronella austriaca) är en orm som förekommer i Europa och delar av västra Asien och som tillhör familjen snokar. Den saknar gifttänder och är ofarlig för människan.

## Kännetecken
Hasselsnoken har ett litet huvud med tydliga fjäll, och har oftast brunaktig eller gråaktig grundfärg med två längsgående rader med mörka fläckar eller band på ryggen. På sidan av huvudet löper ett brunsvart band över ögat. På ovansidan av huvudet har arten en stor, mörk teckning av varierande form. Buken är grå till blågrå hos honan, rödaktig hos hanen. Hasselsnoken kan förväxlas med huggorm, men till skillnad från huggormen har hasselsnoken rund pupill (huggormen har vertikal pupill). Som mest kan hasselsnoken bli 80 centimeter lång, men den blir oftast inte längre än 60 till 70 cm. Till skillnad från huggorm och vanlig snok är fjällen släta. Arten kallas därför även slätsnok eller slät snok.

## Ekologi
Hasselsnoken är en värmeälskande orm, vars optimala kroppstemperatur ligger mellan 27 och 33°C, även om den kan vara aktiv vid lägre temperatur. Arten kan solbada eller värma sig på stenar och andra föremål som hettats upp av solen, men lever normalt dolt. Den föredrar solexponerade biotoper med torr sandjord eller stenar och klippor, samt med riklig, blandad vegetation. Arten är inte speciellt vattenkrävande, och nöjer sig ofta med att dricka av morgondaggen eller små regnpölar. Under vintern går hasselsnoken i ide i hålor och klippskrevor, vanligtvis ensam. Arten kan bli upp till 19 år gammal i vilt tillstånd.

### Föda
Arten lever av näbbmöss, små gnagare såsom sorkar och möss, som den jagar i bogångarna, ödlor samt andra ormar (såsom huggorm och mindre hasselsnokar). Ungarna äter nästan enbart ödleungar. Själv utgör hasselsnoken föda åt många djur som kråkfåglar, vråkar, iller, hermelin, grävling, igelkott och tamkatter.
Fortplantningen är ovovivipar, honorna föder under sensommaren 3 till 15 levande ungar.

## Utbredning
Hasselsnokens naturliga område är västra och södra Europas fastland. Den finns i Skandinavien, Västeuropa, söderut till Medelhavet och så långt österut som västra Turkiet.
Hasselsnoken finns i södra delarna av Sverige, främst längs ostkusten från Skåne till Uppland, utefter västkusten i Halland, Västergötland och Bohuslän samt kring de stora mellansvenska sjöarna och på Öland och Gotland. Ingenstans i landet är den dock vanlig; Sverige är för kallt för att denna värmeälskande orm helt ska trivas. I Finland finns den endast på Åland, i Norge längs sydkusten, där den dock kan vara lokalt allmän. I Danmark finns inget säkert fynd senare än från 1914, även om en trovärdig observation har gjorts 1947 i Sønderjylland, och det är troligt att den är försvunnen i det landet.

## Status och hot
Hasselsnoken skyddas inom EU genom EU:s habitatdirektiv och Bernkonventionen. I Sverige är hasselsnoken fridlyst och upptagen på den nationella röda listan som sårbar (VU), på grund av försämring av habitatet, bland annat på grund av igenväxning. I Finland är den också rödlistad som sårbar, och fridlyst i hela landet enligt naturvårdslagens förordning 14.2.1997/160.
Hasselsnoken kan förväxlas med huggorm och många exemplar mister livet då de dödas av människor på grund av denna förväxling, trots att hasselsnoken inte är giftig som huggormen och är helt ofarlig för människan. Andra hot mot ormen är habitatförlust till följd av ändrat odlingsmönster och igenväxning.

## Taxonomi
Året 1862 beskrev Wilhelm Peters en ny art av ormar med det vetenskapliga namnet Simotes semicinctus. Enligt informationen som han fick hittades individen troligtvis på Borneo. På Borneo upptäcktes efteråt inga fler exemplar. Året 1996 flyttades taxonet till släktet Oligodon som har en större utbredning i Asien. Enligt en studie av Tillack et al. från 2008 har individen inga likheter med andra sydostasiatiska ormar. I samband med undersökningen kom fram att Simotes semicinctus är identisk med hasselsnoken. Uppgiften att utbredningsområdet är Borneo kan endast tydas som felaktig.